# Michael Gregorio
Michael Gregorio ist das Pseudonym des britisch-italienischen Schriftstellerehepaares Michael G. Jakob und Daniela De Gregorio, entstanden aus dem Vornamen des einen und dem Nachnamen der anderen. Sie leben in Spoleto, Italien und sind seit 1980 miteinander verheiratet.
Ihr erster gemeinsamer Roman, Critique of Criminal Reason, spielt in Königsberg während der Napoleonischen Kriege. Dieser historische Kriminalroman mit Martin Lampe als Serienmörder ist der erste Band ihres Protagonisten Hanno Stiffeniis und ist in 22 Ländern erschienen. Kurz nach Erscheinen wurde er u. a. in die Top Ten der italienischen Bestsellerliste gewählt.

## Werke (Auswahl)
- Hanno Stiffeniis Reihe

1. Königsberger Dämonen. Kriminalroman („Critique of Criminal Reason“, 2006). Piper, München 2007, ISBN 978-3-492-25376-5.
2. Days of Atonement. As Napoleon invades, murder stalks the streets of Prussia .... Faber & Faber, London 2007, ISBN 978-0-571-23856-9.
3. A Visible Darkness. Faber & Faber, London 2009, ISBN 978-0-571-23787-6.